# レオニー・リザネク
レオポルディーネ・リザネク＝ガウスマン（ドイツ語：Leopoldine Rysanek-Gausmann、1926年11月14日 – 1998年3月7日）はオーストリアのドラマティック・ソプラノ。通常は略称でレオニー・リザネク（Leonie Rysanek）と表記される。なお、姓は出生地のウィーン方言であるリサネクとする表記も見られる。また英語圏ではライザネックとなる。 

## 生涯
ウィーンで生まれる。父親はチェコ系。1946年からオルテアン・フォン・ラドニーに師事し、1947年9月には奨学金を得て姉のロッテとともにウィーン音楽院（Konservatorium der Stadt Wien、現：ウィーン私立音楽芸術大学）でアルフレート・イェルガーとルドルフ・グロスマンに師事した。1949年6月にインスブルックのティロル州立劇場でウェーバー『魔弾の射手』アガーテでオペラデビューしたため、音楽院から退学処分を受けた。リザネクはその後グロスマンのもとで個人レッスンを受け、後に二人は結婚する。1949年にオーディションを受け、1950年にグラーツ、クラーゲンフルト、ヴォルフスベルク、ウィーン・フォルクスオーパー（当時のウィーン国立歌劇場の代替会場）で客演。同年から1952年にザールブリュッケン歌劇場に所属し、初録音も行った。ここで彼女はヴィーラント・ワーグナーの目にとまり、1951年のバイロイト音楽祭の復活に際して『ワルキューレ』ジークリンデとして招かれた。ヴィーラントは彼女の独特で若くて美しい声と、彼女のまたとない演技力が相まって、センセーションを起こすと確信したのである。彼女は一夜にしてスターになり、ジークリンデは彼女の歌手人生を通しての当たり役となった。 
1952年には、1948年にザールラントとフランスの間で締結された文化協定に基づき、パリのシャンゼリゼ劇場とミュンヘンでリヒャルト・シュトラウス『アラベラ』とヴェルナー・エック『ペール・ギュント』を客演している。 
同年、リザネクはミュンヘンのバイエルン国立歌劇場に入団し、1954年まで同歌劇場に在籍した。ここでは、リヒャルト・シュトラウスのソプラノの主要な役の多くを歌い、その力強い高音域と力強いドラマティックな存在感で理想的な演奏者となった。『エジプトのヘレナ』タイトルロールのほか、『影のない女』皇后、『エレクトラ』エレクトラ・クリュソテミスなどである。また、ヴェルディ『マクベス』マクベス夫人、マスカーニ『カヴァレリア・ルスティカーナ』サントゥッツァ、プッチーニ『トゥーランドット』、『トスカ』、ケルビーニ『メデア』のタイトルロールなどを歌っている。1953年からは世界中のオペラハウスで客演を行った。同年にロンドンのロイヤル・オペラ・ハウスを訪れた際は、『ダナエの愛』ダナエを歌い、大きな衝撃を与えた。その後コヴェント・ガーデンでは、クリュソテミス（1954年）、ジークリンデ（1955年）、トスカ（1959年）、ワーグナー『ローエングリン』エルザとリヒャルト・シュトラウス『ばらの騎士』元帥夫人（1963年）などの役を演じた。1954年にはミラノ・スカラ座でもクリュソテミス役でデビューした。 
1954年にウィーン国立歌劇場に『さまよえるオランダ人』ゼンタで客演デビューした後、1955年には正式に入団し、1991年まで定期的に同歌劇場で歌った。 
北米には、1956年にサンフランシスコ・オペラでゼンタ役で初登場。その後4年間、ジークリンデ、トゥーランドット、ヴェルディ『仮面舞踏会』アメリア、『運命の力』レオノーラ、『アイーダ』のタイトルロール、エリーザベト、マクベス夫人などに出演した。彼女のメトロポリタン・オペラ（メト）へのデビューは、1959年ヴェルディ『マクベス』マクベス夫人であり、公演から「解雇された」マリア・カラスの代役であった。彼女は瞬く間にニューヨークの聴衆の喝采を浴びた。それ以降、リザネクは主にニューヨークとウィーンで公演を行い、他の場所にも時折ゲスト出演した。彼女の長いキャリアの中で、メトでは24の役と299回の公演に出演している。主な役にリヒャルト・シュトラウス『ナクソス島のアリアドネ』タイトルロール、同じくシュトラウス『影のない女』皇后、そしてヤナーチェク『カーチャ・カバノヴァー』主役、ヴェルディ『ナブッコ』アビガイッレなどがある。彼女は1996年1月にチャイコフスキー『スペードの女王』伯爵夫人としてメトに別れを告げた。 
バイロイト音楽祭では、ジークリンデ（1951年、1958年、1965年 - 1969年）、『ローエングリン』エルザ（1958年）、『さまよえるオランダ人』ゼンタ（1959年、1969年、1970年）、『タンホイザー』エリーザベト（1964年 - 1966年）、『パルジファル』クンドリー（1982年、1983年）に出演している。 
ザルツブルク音楽祭には1958年にヴェルディの『レクイエム』ソリストとしてデビューし、その後、『影のない女』皇后（1974-1975）に出演した。彼女の最後の公演は、1996年8月のザルツブルク音楽祭の『エレクトラ』クリュテムネストラであった。 
ウィーンやニューヨークでは、彼女は当時の大スターの一人であり、一般の人々に絶大な人気を誇っていた。 

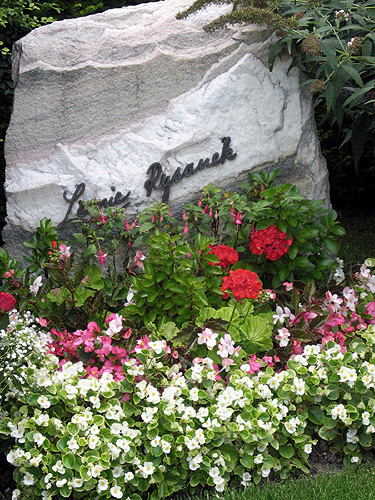
ウィーンの中央墓地の名誉の墓

彼女は、引退から数か月後にウィーンフェスティバルのキュレーター（総監督）に任命され、71歳でウィーンで死去するまで務めた（彼女は最後のメトの公演で骨癌と診断されていた）。2日後、メトでワーグナー『ローエングリン』がベン・ヘップナー主演で開催され、リザネクの思い出に捧げられた。ローエングリンは、1985年から1986年の公演でリザネクがオルトルートを歌っていたのである。
彼女はウィーン中央墓地（グループ33 G、27番）の名誉の墓に埋葬された。2014年には、ウィーン・ドナウシュタット（22区）のレオニー・リサネク通りが彼女の名前にちなんで命名された。

## 声と役柄
リザネクの声は、特定の役柄において、スピント・ソプラノとドラマティック・ソプラノの声にまたがっていた。 彼女の声は、ドイツ・オペラでは若々しいドラマティック・ソプラノ（jugendlich-dramatisch）の上端とドラマティック・ソプラノの範疇に位置していたが、イタリア・オペラの基準ではもっぱらドラマティック・ソプラノであった。通常の上の「ド」の音では、時折ふらつくイントネーションと乾いた音が聞こえる時もあったが、五線譜の上では20世紀の最も華々しい音色の1つが花開いた。リヒャルト・シュトラウスのオペラにおける高音の持久力は伝説的である。 
彼女は特にリヒャルト・シュトラウスの音楽に優れていた。『影のない女』 皇后や、『サロメ』タイトルロール、『ばらの騎士』元帥夫人、『エレクトラ』クリュソテミスとして成功を収めた。 彼女は『ナクソス島のアリアドネ』アリアドネ/プリマドンナや、あまり演奏されない『エジプトのヘレナ』や『ダナエの愛』の主役を歌うこともあった。しかし、自分の領分を踏み出すことには慎重で、46歳の1972年まで『サロメ』に挑戦しなかった。一方で20代前半から62歳まで、ジークリンデ役には取り組み続けた。彼女はワーグナー『トリスタンとイゾルデ』は完璧に適役だろうという周囲の思惑にもかかわらず、イゾルデ役のオファーを避け続けた。この理由については「カール・ベームの芸術とレコード（1983年、芸術現代社刊）」における彼女の寄稿文によると「嘗て私はベームの指揮でコンサートを歌った事があります。それはニューヨークにおける国連の記念演奏会です。プログラムには『亡くなった母が』と『愛の死』が含まれていました。私がこれ迄に『トリスタンとイゾルデ』のこの場面を歌った唯一の機会です。私にしばしば夢の様な役イゾルデを舞台の上で歌う様に申し入れがあったのですが、ベームは私にそれを引き受けるのを思いとどまらせたのです。その理由は、私の声があまりにもドラマティックになって、皇后、アリアドネ、デズデモナなどの役を歌えなくなるのを心配してくれたからです。私が今でも歌っていられるのは、明らかに彼のその忠告のお陰であると感謝しています。」とのことである。彼女は1950年にインスブルックで『ワルキューレ』ブリュンヒルデを歌っているが、この役に戻ることもなかった。彼女はインタビューで、同僚のビルギット・ニルソンへの大きな尊敬心が、それらのソプラノの役を回避した要因なのだと述べている。 
驚くべきことに、彼女は『ワルキューレ』の公演と同じ週に、ヴェルディ『リゴレット』ジルダとしても出演したことがある。このあまり知られていない偉業は、より頻繁に言及される『ワルキューレ』とベッリーニ『清教徒』を同じ週に演奏したマリア・カラスの偉業に匹敵する。 
リヒャルト・シュトラウスのソプラノはプッチーニのオペラにふさわしい優れた声を出すことが多いため、リザネクはしばしば『トスカ』、そして何回か『トゥーランドット』を歌っている。 彼女はまた、ベートーベン『フィデリオ』で特筆すべきレオノーレを歌った。 
ワーグナーにおいては、彼女はしばしば『タンホイザー』エリーザベトを歌い、『ローエングリン』エルザとオルトルートを歌った。彼女は20年にわたり『さまよえるオランダ人』ゼンタ役を「所有」していた。 しかし彼女が最も尊敬された役は、リヒャルト・シュトラウスの元帥夫人とクリュソテミス、さらには『ワルキューレ』ジークリンデであった。 
このような、力強く、よく計画され、表現力豊かな声のため、彼女は多くのヴェルディの主役を歌うことも許された。特に『オテロ』デズデモナ、マクベス夫人、『仮面舞踏会』アメリア、『ドン・カルロ』エリザベッタ、『運命の力』レオノーラ、および『アイーダ』などである。彼女はまた、1960年にメト初の『ナブッコ』でアビガイッレを歌った。彼女はこの役が自分にふさわしくないことに気付き、シーズン中に何度何度も歌唱し続けることで声の危機に陥ったが、そこから彼女は首尾よく回復した。リザネクの声の全体的な性質は、1959年にレコーディングされたマクベス夫人で特に明らかである。そのとき彼女は33歳で全盛期を迎えていた。低音域では若干空虚ではあるが、高音域では揺るぎない能力を伴ってそそり立つドラマティックな力と組み合わさり、マクベス夫人の高音域でのコロラロゥーラを操る高い能力を備えている。 
オーストリア人そして中欧人として、リザネクもロシア（チャイコフスキー）、チェコ（スメタナ、ヤナーチェク）など、スラブ諸国の音楽に興味を持っていた。 
歌手の負担が大きいことで有名な「5大ソプラノ」の役のうち、リザネクは『トゥーランドット』を歌い、メト、ウィーン、バイロイト音楽祭で『パルジファル』クンドリーの成功を喜んだ。彼女が歌い始めたときは、キルステン・フラグスタートは存命中であり、ビルギット・ニルソンとアストリッド・ヴァルナイのヴォーカル能力のピーク時であった。リザネクはワーグナーのイゾルデや、『ワルキューレ』『ジークフリート』『神々の黄昏』いずれかのブリュンヒルデのどれかを歌いたいとひそかに思っていた。しかし、1981年に、カール・ベームは歌劇場のライヴ公演ではなくユニテル映画（音楽はスタジオで録音したもの）で『エレクトラ』を歌うよう彼女を説得した（監督はゲッツ・フリードリヒ）。 
1980年代から1990年代にかけて、多くの「偉大な」ソプラノ歌手のように、徐々にメゾの領域に入り、ドラマティック・メゾソプラノ役、例えば『サロメ』ヘロディアス、『エレクトラ』クリュテムネストラ、ヤナーチェク『イエヌーファ』コステルニチカ、『カーチャ・カバノヴァー』カバニチャ、『パルジファル』クンドリー、『ローエングリン』オルトルートなどを演奏した。
指揮者のジェームズ・レヴァインは、「彼女は自分の中に常に炎を燃やしていた。このような激しさと、このような回復力と音域のある声を兼ね備えた人間がいるというのは、驚くべきことだ」と述べている。

## 家族
- 1950年 声楽家で演出家のルドルフ・グロスマンと結婚
- 1968年 音楽学者でジャーナリストのエルンスト・ルートヴィヒ・ガウスマンと再婚[2]
- 姉のロッテ・リザネク（Lotte Rysanek）も声楽家（ソプラノ）。正式な名前はシャルロッテ・リザネク＝デーラー（Charlotte Rysanek-Dörler、1924年3月18日ウィーン生 - 2016年12月14日ウィーン没）[2]

## 録音サンプル
- Richard Strauss: Die ägyptische Helena - 1. Akt (MP3; 32,0 MB)
- Richard Strauss: Die ägyptische Helena - 2. Akt (Helena: Leonie Rysanek, Menelaus: Bernd Aldenhoff, Altair: Hermann Uhde, Die allwissende Muschel: Ira Malaniuk; Prinzregententheater, München 1956, Ltg. Joseph Keilberth; MP3; 33,6 MB)

## 公式に公開された録音
作品（作曲家）、役柄、指揮者、録音年、レーベル 
- ワルキューレ第3幕（リヒャルト・ワーグナー）、ジークリンデ、ヘルベルト・フォン・カラヤン、1951、EMI
- ワルキューレ（リヒャルト・ワーグナー）、ジークリンデ、ヴィルヘルム・フルトヴェングラー、1954、EMI
- 影のない女（リヒャルト・シュトラウス）、皇后、カール・ベーム、1955、Decca
- フィデリオ（ルートヴィヒ・ヴァン・ベートーベン）、レオノーレ、フェレンツ・フリッチャイ、1957、ドイツ・グラモフォン
- オペラ・アリア集、アルトゥーロ・バジーレ、1958、RCA Victor
- ナクソス島のアリアドネ（リヒャルト・シュトラウス）、プリマ・ドンナ/アリアドネ、エーリヒ・ラインスドルフ、1958、RCA Victor/Decca
- マクベス（ジュゼッペ・ヴェルディ）、マクベス夫人、エーリヒ・ラインスドルフ、1959、RCA Victor
- オテロ（ジュゼッペ・ヴェルディ）、デズデーモナ、トゥリオ・セラフィン、1960、RCA Victor
- レクイエム（ジュゼッペ・ヴェルディ）、ソプラノ、ヘルベルト・フォン・カラヤン、1960、EMI
- さまよえるオランダ人（リヒャルト・ワーグナー）、ゼンタ、アンタル・ドラティ、1961、RCA Victor/Decca
- 影のない女（リヒャルト・シュトラウス）、皇后、ヘルベルト・フォン・カラヤン、1964、ドイツ・グラモフォン
- ワルキューレ（リヒャルト・ワーグナー）、ジークリンデ、カール・ベーム 、1967、フィリップス
- メデア（ルイジ・ケルビーニ）、メデア、ホルスト・シュタイン、1972、RCA
- サロメ（リヒャルト・シュトラウス）、サロメ、カール・ベーム、1972、RCA
- 影のない女（リヒャルト・シュトラウス）、皇后、カール・ベーム、1977、ドイツ・グラモフォン
- エレクトラ（リヒャルト・シュトラウス）、エレクトラ、カール・ベーム、1981、Unitel（ビデオ）
- イェヌーファ（レオシュ・ヤナーチェク）、コステルニチカ、イヴ・クウェラー、1988、BIS
- サロメ（リヒャルト・シュトラウス）、ヘロディアス、ジュゼッペ・シノーポリ、1990、ドイツ・グラモフォン
- エレクトラ（リヒャルト・シュトラウス）、クリュテムネストラ、ジェフリー・テイト、1990、Claves
- エレクトラ（リヒャルト・シュトラウス）、クリュテムネストラ、フリーデマン・レイヤー、1995、Actes Sud Musicales

## その他の録音
- さまよえるオランダ人、ゼンタ：バイロイト音楽祭 1959、指揮 ヴォルフガング・サヴァリッシュ
- ワルキューレ：バイロイト音楽祭 1958、指揮 ハンス・クナパーツブッシュ
- サロメ、タイトルロール：オランジュ音楽祭 1974、指揮 ルドルフ・ケンペ
- ラ・ジョコンダ、ジョコンダ：ベルリン国立歌劇場、1974、指揮 ジュゼッペ・パターネ
- エレクトラ、クリュソテミス：ケルン放送 1953、指揮 リヒャルト・クラウス、 バイエルン国立歌劇場 1955、指揮 カール・ベーム
- タンホイザー、エリーザベト：バイロイト音楽祭 1964、指揮 オトマール・スウィトナー 1966、指揮 カルロス・メレス
- ローエングリン、エルザ：バイロイト音楽祭 1958、指揮 アンドレ・クリュイタンス
- ダナエの愛（リヒャルト・シュトラウス）、ダナエ：1953、バイエルン国立歌劇場、指揮 クルト・アイヒホルン
- エジプトのヘレナ（リヒャルト・シュトラウス）、ヘレナ：バイエルン国立歌劇場 1956、指揮 ヨーゼフ・カイルベルト
- アイーダ（ジュゼッペ・ヴェルディ）、タイトルロール：ウィーン国立歌劇場 1955、指揮 ラファエル・クーベリック
- 仮面舞踏会（ジュゼッペ・ヴェルディ）、アメリア：メトロポリタン・オペラ 1962、指揮 ネルロ・サンティ

## 勲章と受賞
- 1956：オーストリアの宮廷歌手
- 1974：ウィーン国立歌劇場の名誉会員

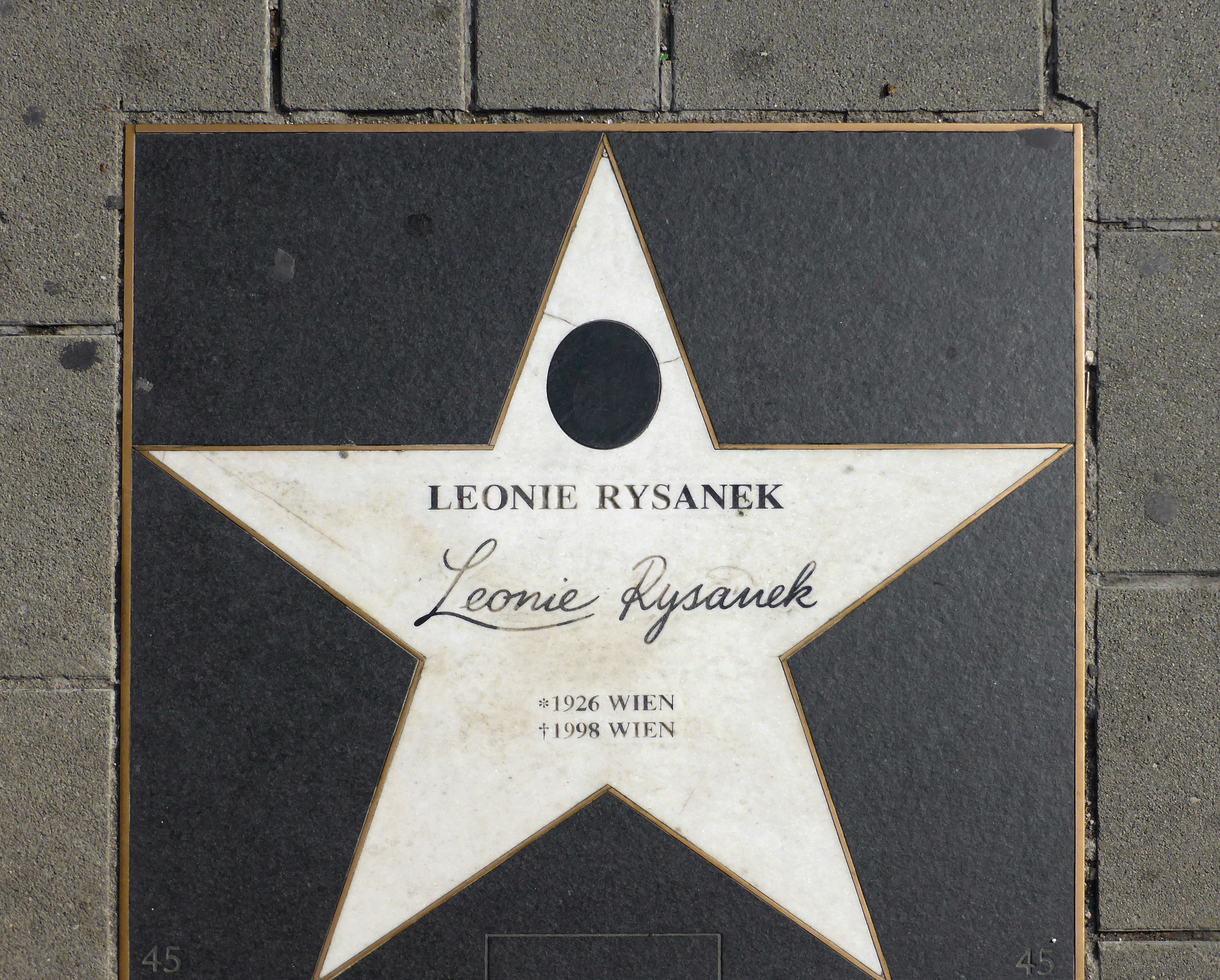
ウィーンのウォーク・オブ・フェイム（殿堂）

- 1977：オーストリア共和国科学文化勲章第一級十字章
- 1986：ウィーン市の名誉の指輪[5]
- 1988：ドイツ連邦共和国功労十字勲章1等
- 1991：芸術文化勲章コマンドゥール（フランス）
- 1996：オーストリア共和国功績勲章[6]